# Prosté motivy
Prosté motivy je sbírka lyrických básní od Jana Nerudy. Vznikala v letech 1879–1882. Jan Neruda ji vydal v roce 1883 a byla jeho poslední básnickou sbírkou, která vyšla za jeho života. Sbírka je považována za autorův intimní deník. Odráží se v ní jeho životní zkušenosti, aktuálně vzplanutá láska k mladičké Aničce Tiché i onemocnění, které mu ohlásilo blížící se stáří.
Sbírka obsahuje 51 básní, rozdělených do částí nazvaných podle ročních období: Jaro (15 básní), Léto (11), Podzim (11) a Zima (14). Básně nemají názvy, jsou pouze číslovány v rámci jednotlivých částí. Hlavními motivy básní jsou příroda, lidský život, láska a aktuální autorův osobní a citový život. Paralelně je zde zobrazováno roční období v přírodě, jemu odpovídající část lidského života:
- Jaru odpovídá radostné mládí plné očekávání, představuje probuzení otupělých smyslů staršího muže ze zimního spánku, procházky přírodou, tělo znovu nabité energií a chuť k životu.
- Létu odpovídá dospělost člověka a vrchol jeho sil, který autor prožívá opojen horkem a načerpanou energií.
- Podzim představuje stáří a úbytek sil, přináší vystřízlivění v citech staršího muže a převážení rozumu, který upozorňuje na lest přírody, že znovu prožít mládí není možné.
- Zima představuje umírání, smíření se staršího muže s nevyhnutelným koncem života a celkovou rezignaci smyslů i citů.

Básnická sbírka díky tomu působí celistvým dojmem, což je podpořeno i jednotným stylem všech básní. Autor v nich často používá zpřeházený slovosled nebo přímé řeči.
Podrobnosti k vybraným básním:

## Jarní II
Autor s binoklem na očích a holí v ruce kráčí krajem a kouká se, co tropí jaro. Zjišťuje, že stejně jako před čtyřiceti lety zpívají ptáci, kvetou stromy, hoši se točí kolem děvčátek, zpívajících nové písně. Konstatuje, že vše jde dávným krokem – staří moudřejí každým rokem a mladí mají své písně, stejně jako jaro své květy.

## Jarní VI
Autor sedí v zahradě plné žen a hemžících se dětí. Jedno dvouleté se k němu přitočí, chytne jej za nohu a on neví co dělat, tak si jej posadí na klín. Hladí mu vlásky, vzpomíná na dobu své první lásky a ptá se „Děťátko, máš mne rádo?“

## Letní VI
Vychvaluje krásu letní bouřky, kdy se kraj ženil s oblohou. Vše začalo pochodem obláčků, nevěsta dostala šedý šlojíř a na černých mracích jela svatba, až se zdvihal prach. Pak zahrála muzika na hromy, lidé se dívají z oken a přejí: „Bůh žehnej kraji!“ Pak hledí za přešlou bouřkou jako za odcházející svatbou, po které zůstala osvěžená pole vonící jako chleba.

## Letní VIII
Autor děkuje pánu Bohu, že nás vyhnal z ráje a že svět bez hříchu by nebyl tak „sličný“. Bez toho bychom se nemohli radovat z kyprých zjevů panen a těšit se z tisknutí dívky k sobě při tanci. Všichni díky tomu přišeptnou „že hřešit je ach tak hezké!“

## Podzimní I
Krásný obraz krajiny, ve které Boubín kouří z dýmky a hledí se zalíbením na svoji rodinu: jeho ženuška mete sníh ze skalního úbočí, jejich synci si válí mlhové balvánky po řekách a dcerušky vaří lidem z mlh dešťovou polévku. Synci staví most z mlhy nad řekou, lidi tam kloužou a Boubín se tomu směje, že děti mají nápady, tak ať mamka na podporu mládí stvořeného pro radost jim přihodí kus mlhy.

## Podzimní VI
Paralelně nahlíží na roční dobu v přírodě a na údobí lidského života. Nastal podzim s krátkým dnem a zhnědlým krajem a při vzpomínce na jaro neví, proč tu bylo. Těžko se snaží vzpomenout na jaro zpětným letem myšlenek. Cítí jen chladnoucí ztichlou tvář země a v duši si klade otázku „byl jsem mlád?“

## Zimní II
Smutná vzpomínka na dívku Marii, kterou znal jako malinkou, jak si stavěla stoličku k oknu a našpulenou pusinku tiskla na okno a vytvářela ledové květy. Pak ji jako velkou vidí odpočívat v rakvi, ale stále v ní vidí děťátko jako „čisťoučký ledový květ“.

## Zimní VI
Autor teskní nad tím, že dál sune svoji loďku životem prázdnou, že nenašel dušičku, která by si k němu přisedla. Když zvedne její vesla z vody, vidí kapat něčí slzy. Když pohne kormidlem, vzniklé pruhy vody připomínají ruce, které se za ním natahují.

## Zimní XI
Polemizuje o tom, kdy podtít starou vrbu na dvorku. Zda z jara, když zakvete, nebo v létě, kdy se hřeje na sluníčku, či v zimě, kdy spí a klade otázku, zda to bude cítit. Vychází z toho však srovnání, že starý strom i starý člověk mají málo spaní (takže by to cítila).

## Zimní XII
Ptají se navzájem vlnky, proč jedna druhou stíhá, ptají se navzájem dny, proč se jeden za druhým zdvíhá a ptají se navzájem bolesti proč obě si sednou do stejného hnízda. Bolesti si i odpoví, že kam jde jedna, jdou všechny.